# (24858) Diethelm
(24858) Diethelm (1996 BB1) – planetoida z grupy pasa głównego asteroid okrążająca Słońce w ciągu 4 lat i 35 dni w średniej odległości 2,56 j.a. Została odkryta 21 stycznia 1996 roku. Przed nadaniem nazwy planetoida nosiła oznaczenie tymczasowe (24858) 1996 BB1.